# Thằn lằn chân ngón Thổ Chu
Thằn lằn chân ngón Thổ Chu (danh pháp hai phần: Cyrtodactylus thochuensis) là một loài bò sát trong họ Tắc kè (Gekkonidae). Đây là loài đặc hữu của đảo Thổ Chu thuộc tỉnh Kiên Giang, Việt Nam. Loài này có bề ngoài gần giống nhất với loài thạch sùng Côn Đảo (Cyrtodactylus condorensis Smith, 1921) và thằn lằn ngón (Cyrtodactylus paradoxus Darevsky & Szczerbak, 1997). Thằn lằn chân ngón Thổ Chu có chiều dài mút mõm-hậu môn tối đa là 86,3 milimét.